# Horacio Lavandera
Horacio Lavandera (Buenos Aires, 1984) es un pianista argentino e hijo del reconocido percusionista José María Lavandera quien fue además, miembro de la orquesta de tango de Buenos Aires.
Alumno de Marta Freigido y Antonio de Raco ―ambos discípulos del ítaloargentino Vicente Scaramuzza (1885-1968)― en el 2001 fue becado a la Academia Chigiana, (en Siena), por una recomendación de la pianista argentina, Marta Argerich, donde recibió clases con Maurizio Pollini. En una entrevista, Lavandera reconoció que parte de su motivación por irse a Italia partía de la necesidad de continuar con una formación profesional que ya no era posible en la Argentina que desembocó en la crisis de diciembre de 2001.
Continuó perfeccionándose con Josep Colom en Madrid. Reside en  Buenos Aires.
En octubre de 2001 ganó el III Concurso Internacional de Piano Umberto Micheli, en Milán (Italia).
Ha actuado en Barcelona (España), Boston (Estados Unidos), Lucerna (Suiza), Múnich (Alemania), París (Francia), Roma (Italia), Tokio (Japón), el teatro La Scala de Milán y el Teatro Colón (Buenos Aires); el sábado 21 de enero del 2023 fue el artista que abrió el festival de Cosquín, Córdoba, abrir este festival es para elegidos, entre otras plazas.
Intérprete de Ludwig van Beethoven, Wolfgang Amadeus Mozart, Serguéi Rajmáninov y Alban Berg, está enfocado en la difusión y composición de la música contemporánea, ha trabajado con Karlheinz Stockhausen, Mauricio Kagel, Esteban Benzecry, Pierre Boulez y Luis de Pablo, entre otros.
Ha sido galardonado como el mejor solista instrumental argentino en 2006 y 2008 por la Asociación de Críticos Musicales de Argentina y recibió el diploma al mérito de la Fundación Konex.